# 3 janvier
Pour les articles homonymes, voir Trois-Janvier.
3 décembre 3 février
Chronologies thématiques
- Croisades
- Ferroviaires
- Sports
- Disney
- Anarchisme
- Catholicisme

Abréviations / Voir aussi
- (° 1852) = né en 1852
- († 1885) = mort en 1885
- a.s. = calendrier julien
- n.s. = calendrier grégorien
- Calendrier
- Calendrier perpétuel
- Liste de calendriers
- Naissances du jour

Le 3 janvier est le 3e jour de l'année du calendrier grégorien.
Il reste 362 jours avant la fin de l'année, 363 dans le cas où elle est bissextile.
C'était généralement le 14e jour du mois de nivôse dans le calendrier républicain français, officiellement dénommé jour du grès.

## Événements

### IXesiècle
- 898 : Charles III devient roi des Francs.

### XIVesiècle
- 1383 : fin de la révolte des Maillotins.[réf. nécessaire]

### XVIIesiècle
- 1632 : Gaston d'Orléans, frère de Louis XIII, épouse la princesse Marguerite de Lorraine.
- 1648 : Oliver Cromwell se prononce pour la mort du roi Charles Ier d'Angleterre[1].

### XVIIIesiècle

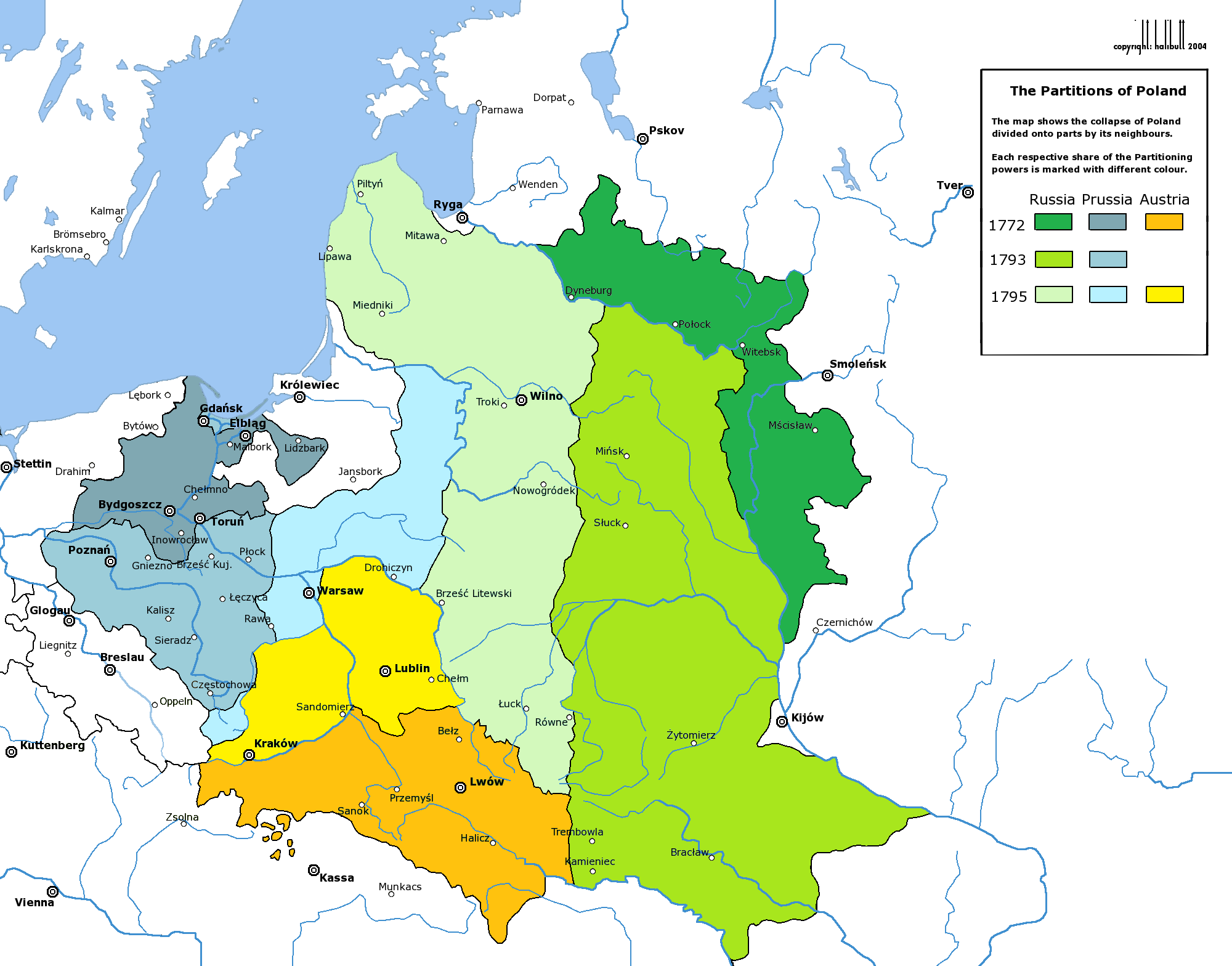
Carte des trois partages de la Pologne.

- 1777 : bataille de Princeton, pendant la Guerre d'indépendance des États-Unis.
- 1794 : bataille de Noirmoutier, pendant la guerre de Vendée.
- 1795 : traité secret russo-autrichien, pour un troisième partage de la Pologne[2].
- 1796 : bataille de La Bruffière, pendant la guerre de Vendée.

### XIXesiècle
- 1833 : la Grande-Bretagne prend le contrôle des îles Malouines.
- 1862 : bataille de Cockpit Point, pendant la guerre de Sécession.
- 1868 : au Japon, abolition du shogunat et restauration de l'ère Meiji.
- 1871 : bataille de Bapaume, dans le nord de la France.
- 1885 : début de la bataille de Nui Bop, pendant la guerre franco-chinoise.
- 1896 : soutien accordé par Berlin aux dirigeants du Transvaal, sous la forme d'un télégramme de Guillaume II à Paul Kruger[3].

### XXesiècle
- 1902 : après l'échec de la révolte des Boxers, l'impératrice-douairière Cixi réintègre la Cité interdite de Pékin.
- 1911 : siège de Sidney Street, dans l'East End de Londres.
- 1919 : accord Fayçal-Weizmann sur la Palestine.
- 1925
  - en Italie, Benito Mussolini prononce un discours au Parlement, dans lequel il revendique l’assassinat de l’homme politique d'opposition, Giacomo Matteotti[4].
  - En Union soviétique, Léon Trotski est relevé de ses fonctions de Commissaire à la guerre (chronologie de l'Union des républiques socialistes soviétiques).
- 1926 : en Grèce, Theódoros Pángalos s'autoproclame dictateur.
- 1933 : dernière des Apparitions mariales de Beauraing (reconnues par l'Église catholique), à cinq enfants, en Belgique, en présence de 30 000 personnes[5].
- 1959 : l'Alaska devient le 49e État fédéré américain.
- 1961 : rupture des relations diplomatiques entre Cuba et les États-Unis.
- 1998 : massacre de Ramka lors de la guerre civile algérienne.

### XXIesiècle
- 2002 : interception du Karine A  en mer Rouge.
- 2015 : début du massacre de Baga par Boko Haram.
- 2016 : ruptures des relations entre l'Arabie saoudite et l'Iran, à la suite de l'attaque contre l'ambassade saoudienne à Téhéran.
- 2017 :
  - Ivan Rogers démissionne de son poste de représentant permanent du Royaume-Uni auprès de l'Union européenne.
  - Ouverture du 115e congrès des États-Unis.
- 2018 : en Équateur, destitution de Jorge Glas de son poste de vice-président, à la suite d'une peine de prison ferme pour corruption.

## Art, culture et religion
- 1521 : excommunication de Martin Luther de l'Église catholique romaine.
- 1608 : Dom Antonio Manuel, 1er ambassadeur d’un pays africain, le Kongo, à être reçu par le pape, Paul V, à Rome[6].
- 1857 : assassinat de l'archevêque de Paris, Marie Dominique Auguste Sibour.
- 1927 : première émission catholique diffusée sur les ondes radiophoniques en France laïque[7].
- 1943 : Kateri Tekakwitha est déclarée vénérable par le pape Pie XII.
- 2005 : en France, première diffusion de la série télévisée Kaamelott, sur M6.

## Sciences et techniques

Pendule de Foucault en son balancement.

- 1851 : première expérience du pendule de Foucault dans la cave du physicien français Léon Foucault.
- 1888 : mise en service de l'observatoire Lick, dont la lunette astronomique est, à l'époque, la plus grande du monde.
- 1999 : lancement de la sonde Mars Polar Lander.
- 2018 : publication des vulnérabilités Meltdown et Spectre.
- 2019 : la sonde spatiale chinoise Chang'e 4 devient le premier engin spatial à se poser sur la face cachée de la Lune.

## Économie et société
- 1973 : en France, une loi crée le poste de médiateur de la République.
- 1976 : entrée en vigueur du pacte international relatif aux droits économiques, sociaux et culturels.
- 1986 : en France, entrée en vigueur de la loi littoral.
- 1995 : le footballeur argentin Diego Maradona reçoit le Ballon d'or à Paris pour l'ensemble de sa carrière de joueur, y invité par le magazine France football[8].
- 2004 : un Boeing 737 de Flash Airlines, le Vol 604, transportant 148 personnes, dont 134 touristes français, s'abîme en mer Rouge, peu après son décollage de la station balnéaire égyptienne de Charm el-Cheikh, sans aucun survivant.
- 2009 : lancement du bitcoin.
- 2020 : en Irak, le général iranien Qassem Soleimani, commandant de la force Al-Qods, et Abou Mehdi al-Mouhandis, chef des Hachd al-Chaabi, sont abattus par une frappe américaine sur l'aéroport de Bagdad[9],[10].
- 2024 : en Iran, deux attaques à la bombe font plus de cent morts à Kerman lors de la commémoration de l'assassinat du général Qassem Soleimani quatre ans plus tôt[11].

## Naissances

### IIesiècleav. J.-C.
- 106 av. J.-C. : Cicéron (Marcus Tullius Cicero dit), homme d'État et auteur romain († assassiné le 7 décembre 43 av. J.-C.).

### XIIesiècle
- 1196 : Tsuchimikado (土御門天皇), empereur du Japon de 1198 à 1210 († 6 novembre 1231).

### XIIIesiècle
- 1239 : Jean II, duc de Bretagne de 1286 à 1305 († 18 novembre 1305).

### XVIIesiècle
- 1687 : Louis-Guy de Guérapin de Vauréal, prélat et diplomate français († 17 juin 1760).

### XVIIIesiècle
- 1722 : Fredric Hasselquist, naturaliste suédois († 9 février 1752).
- 1733 : Léon Marguerite Le Clerc de Juigné, militaire et homme politique français († 24 octobre 1810).
- 1763 : Joseph Fesch, prélat français, archevêque de Lyon de 1802 à 1839 († 13 mai 1839).
- 1767 : Charles-Marie de Feletz, homme d'Église et homme de lettres français († 11 février 1850).
- 1772 : Ferdinando Visconti militaire italien, géographe, cartographe et spécialiste de la géodésie sicilien († 28 septembre 1847).
- 1777 : Louis Poinsot, mathématicien français († 5 décembre 1859).
- 1793 : Lucretia Mott, militante féministe américaine († 11 novembre 1880).
- 1797 : Frederick William Hope, zoologiste britannique († 15 avril 1862).

### XIXesiècle
- 1802 :
  - Proby Thomas Cautley, ingénieur et paléontologue britannique († 25 janvier 1871).
  - Félix Dupanloup, prélat français, évêque d'Orléans, de 1849 à 1878 († 11 octobre 1878).
- 1807 : Sebastiano Tecchio, avocat et homme politique italien († 24 janvier 1886).
- 1816 : Marguerite Boucicaut, cofondatrice française du Bon Marché († 8 décembre 1887)[12].
- 1830 : Jean-Adolphe Cérémonie, sculpteur français († 29 septembre 1881).
- 1840 : père Damien (Damien de Veuster dit), missionnaire belge et saint catholique († 15 avril 1889).
- 1843 : Elzéar Abeille de Perrin, avocat et entomologiste français († 9 octobre 1910).
- 1851 : Viggo Johansen, peintre danois, membre du groupe des Peintres de Skagen († 18 décembre 1935).
- 1855 : Hubert Bland, socialiste britannique († 14 avril 1914).
- 1865 : Victor Auzat, entomologiste français († 27 septembre 1939).
- 1869 : Charles-Gaston Levadé, compositeur français († 27 octobre 1948).
- 1883 :
  - Clement Attlee, homme politique et militaire britannique, Premier ministre du Royaume-Uni de 1945 à 1951 († 8 octobre 1967).
  - Sylvie (Louise Pauline Mainguené dite), actrice française († 5 janvier 1970).
- 1884 : Raoul Koczalski, musicien polonais († 24 novembre 1948).
- 1886 :
  - Jean Angeli, écrivain français († 11 juin 1915).
  - Geneviève Fauconnier, écrivaine française († 11 décembre 1969).
  - John Gould Fletcher, écrivain et poète américain († 10 mai 1950).
  - Ion Grămadă, écrivain, historien et journaliste roumain († 27 août 1917).
  - Arthur Mailey, joueur de crickey australien († 31 décembre 1967).
  - Grigori Néouïmine, astronome soviétique († 17 décembre 1946).
  - Greta Prozor, comédienne et professeur d'art dramatique († 14 février 1978).
- 1887 : August Macke, peintre expressionniste allemand († 26 septembre 1914).
- 1892 : John Ronald Reuel « J. R. R. » Tolkien, philologue et écrivain britannique († 2 septembre 1973).
- 1893 : Pierre Drieu la Rochelle, écrivain français († 15 mars 1945)[12].
- 1897 :
  - Marion Davies (Marion Cecilia Douras dite), actrice américaine († 22 septembre 1961).
  - Pola Negri, actrice polonaise devenue américaine du cinéma muet polonais, allemand puis hollywoodien († 1er août 1987).
- 1900 :
  - Maurice Jaubert, compositeur français († 19 juin 1940).
  - Marcel Gobillot, coureur cycliste français champion olympique en 1920 († 12 janvier 1981).

### XXesiècle
- 1901 : Ngo Dinh Diem, homme politique et mandarin vietnamien, président de la République du Viêt Nam († 2 novembre 1963).
- 1902 : Gordon Manley, climatologue britannique († 29 janvier 1980).
- 1905 : Ray Milland (Reginald Alfred John Truscott-Jones dit), acteur britannique († 10 mars 1986).
- 1906 : Alekseï Stakhanov, mineur soviétique instrument de la propagande stalinienne († 5 novembre 1977).
- 1909 : Victor Borge, musicien danois († 23 décembre 2000).
- 1910 : John Sturges, réalisateur américain († 18 août 1992).
- 1912 : Renaude Lapointe, journaliste et sénatrice canadienne († 11 mai 2002).
- 1914 : Nguyễn Thị Kiêm, poète vietnamienne († 26 janvier 2005).
- 1915 : Jack Levine, peintre américain († 8 novembre 2010).
- 1916 :
  - Mag Bodard, journaliste puis productrice française de cinéma devenue centenaire († 26 février 2019).
  - Yves Gibeau, écrivain français († 14 octobre 1994).
- 1917 :
  - Pierre Dervaux, chef d'orchestre français († 20 février 1992).
  - Jacques de Tonnancour, peintre et professeur de peinture canadien († 13 janvier 2005).
  - Jesse White (Jesse Marc Weidenfeld dit), acteur américain († 9 janvier 1997).
- 1920 : Renato Carosone, pianiste et chanteur italien († 20 mai 2001).
- 1921 : John Russell, acteur américain († 19 janvier 1991).
- 1922 : Bill Travers (William Linden-Travers dit), acteur britannique († 29 mars 1994).
- 1923 : Hank Stram (en), entraîneur américain de football américain († 4 juillet 2005).
- 1924 :
  - André Franquin, dessinateur de bande dessinée belge († 5 janvier 1997).
  - Marcelle Lajeunesse, comédienne et doublure vocale française († 27 juillet 1990).
  - Nell Rankin, chanteuse d'opéra américaine († 13 janvier 2005).
  - (ou 2 janvier) Evgénios Spatháris, marionnettiste grec († 9 mai 2009).
- 1926 :
  - Marie Clay, chercheuse néo-zélandaise en pédagogie († 13 avril 2007).
  - George Martin, producteur de musique britannique († 8 mars 2016).
- 1929 : Sergio Leone, cinéaste et réalisateur italien († 30 avril 1989).
- 1930 :
  - Marcel Dubé, dramaturge canadien († 7 avril 2016).
  - Salvatore « Robert » Loggia, acteur et réalisateur américain († 4 décembre 2015).
- 1932 :
  - Dabney Coleman, acteur américain († 16 mai 2024).
  - Clotilde Joano (Clotilde Rabinovitch dite), actrice suisse († 23 mars 1974).
  - Xavier Orville, écrivain français († 19 août 2001).
- 1933 :
  - Long Boret, homme politique cambodgien († 17 avril 1975).
  - Henry Jean-Baptiste, homme politique français († 5 janvier 2018).
- 1935 :
  - Raymond Garneau, homme politique canadien.
  - Giovanni Lajolo, prélat italien.
  - Camil Samson, homme politique canadien († 18 décembre 2012).
- 1937 : Glen A. Larson (A. pour Albert), scénariste et producteur américain de séries télévisées († 14 novembre 2014).
- 1939 :
  - Robert Marvin « Bobby » Hull, hockeyeur professionnel canadien.
  - Michel Siffre, explorateur et scientifique français.
- 1940 : Jean-Michel Couve, homme politique français.
- 1941 : Álvaro Valbuena, peintre colombien.
- 1942 :
  - John Thaw, acteur britannique († 21 février 2002).
  - Danièle Thompson, scénariste et réalisatrice française[12].
- 1943 :
  - Denis Badré, homme politique français.
  - Michael Zager, producteur, compositeur, et professeur américain de musique.
- 1944 :
  - Francis Grignon, homme politique français.
  - Chris von Saltza, nageuse américaine triple championne olympique.
- 1945 :
  - Christian Decocq, homme politique français.
  - Réal Lemieux, hockeyeur professionnel canadien († 24 octobre 1975).
  - Stephen Stills, chanteur américain.
- 1946 : John Paul Jones (John Baldwin dit), musicien britannique, bassiste du groupe Led Zeppelin.
- 1947 : André Schneider, homme politique français.
- 1948 :
  - Marcel Rogemont, homme politique français et breton, ancien député.
  - Francis Wurtz, homme politique français ancien député européen.
- 1949 :
  - Sylvia Likens, adolescente américaine victime de meurtre († 26 octobre 1965).
  - Marc Porel (Marc Michel Marrier de Lagatinerie dit), acteur français († 15 août 1983).
- 1950 :
  - Jean-Pierre Charbonneau, journaliste, homme politique, animateur et analyste politique canadien.
  - Olivier Greif, compositeur français († 13 mai 2000).
  - Victoria Principal, actrice américaine.
- 1951 : Luc Ferry, philosophe, essayiste et homme politique français.
- 1952 :
  - Raúl Aranda, matador espagnol.
  - Gianfranco Fini, homme politique italien.
  - James William « Jim » Ross, commentateur sportif américain.
- 1953 :
  - Jean-Marie Le Guen, médecin et homme politique français, ancien ministre.
  - Angelo Parisi, judoka français.
- 1954 : Marc Ysaye, batteur belge.
- 1955 :
  - Éric Marty, écrivain et universitaire.
  - Michel Salesse, escrimeur français champion olympique.
  - Nikolay Solodukhin, judoka soviétique champion olympique.
- 1956 : Mel Gibson, acteur et réalisateur américain.
- 1957 : Yves Desgagnés, acteur, réalisateur et auteur canadien.
- 1958 :
  - Jorge Carlos Patrón Wong, archevêque mexicain.
  - Smaïn (Smaïn Faïrouze dit), comédien et humoriste français[12].
- 1959 :
  - Fiodor Iourtchikhine (Фёдор Николаевич Юрчихин), cosmonaute russe.
  - Alessandro Andrei, athlète italien champion olympique du lancer du poids.
- 1960 :
  - Jacques Cloutier, hockeyeur professionnel canadien
  - Marla Glen, chanteuse
- 1961 : Lynn Hill, alpiniste américaine.
- 1964 :
  - Cheryl Miller, joueuse de basket-ball américaine.
  - Daniele Scarpa, kayakiste italien champion olympique.
- 1966 : Christophe Castaner, homme politique français, ancien ministre de l'Intérieur.
- 1967 : Magnus Gustafsson, joueur de tennis suédois.
- 1968 :
  - Kent Carlsson, joueur de tennis suédois.
  - Ennio Falco, tireur sportif italien champion olympique.
- 1969 :
  - Marie Darrieussecq, romancière française.
  - Michael Schumacher, pilote de F1 allemand.
- 1971 : Isabelle Charest, patineuse de vitesse sur piste courte québécoise.
- 1974 : Francisco Rivera Ordóñez, matador espagnol.
- 1975 :
  - Thomas Bangalter, musicien français du groupe Daft Punk.
  - Jason Marsden, acteur américain.
  - Gu Jun, joueuse de badminton chinoise double championne olympique.
- 1976 :
  - Dinara Drukarova (Динара Анатольевна Друкарова), actrice russe.
  - Satya Oblet, mannequin français.
- 1977 :
  - Marie-Eugénie Maréchal, actrice française de doublage
  - Pierre Gage, chanteur canadien d’origine haïtienne.
  - Mayumi Iizuka (飯塚 雅弓), seiyū japonaise.
  - Murad Umakhanov, lutteur russe, champion olympique.
- 1978 :
  - Liya Kebede, actrice et mannequin éthiopienne.
  - Kimberley Locke, chanteuse américaine.
  - Mariloup Wolfe, actrice canadienne.
- 1981 :
  - Elisha Nelson « Eli » Manning, joueur américain de football américain.
  - Karma Rosenberg, actrice slovaque.
- 1982 :
  - Atiqah Hasiholan, actrice indonésienne.
  - Manzanares (José María Dolls Samper dit), matador espagnol.
- 1983 :
  - Ludovic Chelle, basketteur français.
  - Aminata Nar Diop, basketteuse sénégalaise.
  - Katie McGrath, actrice irlandaise
- 1984 : Heiko Schaffartzik, basketteur allemand.
- 1989 :
  - Jordi Masip, footballeur espagnol.
  - Automne Pavia, judoka française.
- 1991 :
  - Thomas Dufau, matador français.
  - Goo Hara (구하라), chanteuse et actrice sud-coréenne († 24 novembre 2019).
- 1992 :
  - Guirec Soudée, navigateur français.
  - Delphine Wespiser, Miss France 2012.
- 1993 : Vadim Musaev, boxeur russe.
- 1995 :
  - Kim Seol-hyun, chanteuse et actrice sud-coréenne.
  - Jisoo (Kim Ji-soo dite), chanteuse coréenne.
- 1996 : Florence Pugh, actrice britannique.
- 1998 : Patrick Cutrone, footballeur italien.

### XXIesiècle
- 2003 : Greta Thunberg, militante écologiste ou climatique suédoise.

## Décès

### IXesiècle
- 898 : Eudes Ier, comte de Paris et marquis de Neustrie, puis roi des Francs (° c. 860).

### XIVesiècle
- 1322 : Philippe V, roi de France de 1316 à 1322 (° 1293).

### XVesiècle
- 1437 : Catherine de Valois, fille du roi Charles VI de France, reine consort d'Angleterre comme épouse de Henry V (° 27 octobre 1401).

### XVIesiècle
- 1543 : João Rodrigues Cabrilho, explorateur portugais, 1er Européen connu à atteindre la côte ouest des États-Unis actuels (° 1499).

### XVIIesiècle
- 1641 : Jeremiah Horrocks, astronome anglais (° 1618).
- 1656 : Mathieu Molé, homme d'État français (° 1584).
- 1670 : George Monck, homme d'État anglais (° 1608).
- 1674 : Claude Maltret, helléniste et jésuite français (° 3 octobre 1621).

### XVIIIesiècle
- 1701 : Louis Ier, prince de Monaco de 1662 à 1701 (° 25 juillet 1642).
- 1746 : Jacques Égide du Han, précepteur de Frédéric II de Prusse (° 14 mars 1685).
- 1779 : Claude Bourgelat, vétérinaire français (° 27 mars 1712).
- 1785 : Baldassare Galuppi, compositeur italien (° 18 octobre 1706).

### XIXesiècle
- 1809 : Auguste François-Marie de Colbert-Chabanais, militaire français (° 18 novembre 1777).
- 1811 : Nicolas Ozanne, peintre et dessinateur français (° 12 janvier 1728).
- 1826 : Louis Gabriel Suchet, militaire français (° 2 mars 1770).
- 1875 : Pierre Larousse, encyclopédiste, lexicographe et éditeur français (° 23 octobre 1817).
- 1885 : Ludwig Bohnstedt, architecte allemand (° 27 octobre 1822).
- 1886 : Gaetano Chierici, préhistorien et archéologue italien (° 24 septembre 1819).

### XXesiècle
- 1923 : Jaroslav Hašek, écrivain tchèque (° 30 avril 1883).
- 1927 : Carl Runge, mathématicien allemand (° 30 août 1856).
- 1931 : Joseph Joffre, militaire français (° 12 janvier 1852).
- 1933 : Jack Pickford (John Charles Smith dit), acteur américain d’origine canadienne (° 18 août 1896).
- 1945 : Ferdynand Ossendowski, écrivain polonais (° 27 mai 1876).
- 1946 : William Joyce, homme politique américain (° 24 avril 1906).
- 1947 :
  - Jean Bernex, homme politique français (° 26 octobre 1893).
  - Abdeljelil Zaouche (عبد الجليل الزّاوش), homme politique et d'affaires tunisien (° 15 décembre 1873).
- 1949 : Alexandre Drankov, photographe et réalisateur russe (° 18 janvier 1886).
- 1960 : Victor Sjöström, comédien et réalisateur suédois (° 20 septembre 1879).
- 1967 :
  - Mary Garden, soprano écossaise (° 20 février 1874).
  - Jean-Charles Harvey, écrivain, journaliste et commentateur de radio québécois (° 10 novembre 1891).
  - Jack Ruby (Jacob Leon Rubenstein dit), assassin américain de Lee Harvey Oswald (° 25 mars 1911).
- 1972 : Frans Masereel, graveur et peintre belge (° 30 juillet 1889).
- 1974 : Luigi « Gino » Cervi, acteur italien (° 3 mai 1901).
- 1977 : Thomas « Tom » Gries, réalisateur, scénariste et producteur américain (° 20 décembre 1922).
- 1979 : Conrad Hilton, homme d’affaires américain, fondateur de la chaîne des hôtels Hilton (° 25 décembre 1887).
- 1981 : Alice d'Albany, princesse britannique, doyenne de la famille royale, petite-fille de la reine Victoria (° 25 février 1883).
- 1988 :
  - Rose Ausländer (Rosalie Beatrice Ruth Scherzer dite), poétesse allemande (° 11 mai 1901).
  - Gaston Eyskens, homme politique belge (° 1er avril 1905).
- 1989 : Sergueï Sobolev (Сергей Львович Соболев), mathématicien russe (° 6 octobre 1908).
- 1990 : Thomas Rochford « Tom » Auburn, magicien canadien (° 7 juillet 1917).
- 1992 : Frances Margaret « Judith » Anderson, actrice australienne (° 10 février 1897).
- 1994 : Heather Sears, actrice britannique (° 28 septembre 1935).
- 1996 :
  - Philippe Constantin, éditeur musical, producteur de musique et journaliste français (° 30 novembre 1944).
  - Terence Cuneo, peintre britannique (° 1er novembre 1907).
  - Paul Lipson, acteur américain (° 23 décembre 1913).
- 1997 :
  - Gianfranco Pandolfini, joueur de water-polo italien (° 16 septembre 1920).
  - Antonin Ver, homme politique français (° 11 juillet 1904).
- 1999 :
  - Diana Dei, actrice italienne (° 1er mars 1914).
  - Chuck Parsons, pilote automobile américain (° 6 février 1924).
  - Jerry Quarry, boxeur américain (° 15 mai 1945).
  - Gorō Yamaguchi, musicien japonais (° 26 février 1933).
- 2000 :
  - Henry H. Fowler, juriste et homme politique américain (° 5 septembre 1908).
  - Marius Rozé, footballeur français (° 19 septembre 1928).

### XXIesiècle
- 2002 :
  - Satish Dhawan, ingénieur en aéronautique indien (° 25 septembre 1920).
  - Juan García Esquivel, compositeur, arrangeur musical, compositeur et pianiste mexicain (° 20 janvier 1918).
  - Alfred Henry « Freddy » Heineken (en), homme d’affaires néerlandais (° 4 novembre 1923).
- 2003 :
  - Flóra Kádár, actrice hongroise (° 4 août 1928).
  - Eddy Marnay (Edmond Bacri dit), chanteur français (° 18 décembre 1920).
- 2004 :
  - Philippe Fouchard, juriste, consultant en droit international et professeur des universités français (° 5 février 1937).
  - Leon Wagner, joueur de baseball américain (° 13 mai 1934).
- 2005 :
  - Yves Benot, journaliste et militant anticolonialiste français (° 23 décembre 1920).
  - Guy Campiglia, footballeur français (° 1er décembre 1920).
  - William Erwin « Will » Eisner, auteur de bandes dessinées américain (° 6 mars 1917).
  - László Vadász, joueur d'échecs hongrois (° 27 janvier 1948).
  - Gérard Valet, journaliste français (° 24 août 1932).
- 2006 :
  - Gabriel Deblock, homme politique français (° 14 janvier 1935).
  - Steve Rogers, joueur de rugby à XIII australien (° 29 novembre 1954).
  - Bill Skate, homme politique papou-néo-guinéen (° 26 septembre 1953).
- 2008 : Alexandre Abdoulov, acteur de cinéma et de théâtre soviétique puis russe (° 29 mai 1953).
- 2009 : Martin Patterson « Pat » Hingle, acteur et producteur américain (° 19 juillet 1924).
- 2011 : Georges Staquet, acteur français (° 15 septembre 1932).
- 2014 :
  - Philip « Phil » Everly, musicien américain du duo The Everly Brothers (° 19 janvier 1939).
  - Saul Zaentz, producteur américain (° 28 février 1921).
- 2019 :
  - John Falsey (en), producteur et scénariste américain (° 6 novembre 1951).
  - Christine de Rivoyre, femme de lettres française, jurée du prix Médicis (° 29 novembre 1921).
- 2020 :
  - Nathaël Julan, footballeur français (° 19 juillet 1996).
  - Qassem Soleimani, général iranien (° 11 mars 1957).
- 2021 : Mohammad Madjlessi, poète, écrivain et traducteur iranien (° 2 mai 1930).
- 2022 :
  - Igor Bogdanoff, co-animateur et auteur français de vulgarisation avec son jumeau Grichka décédé 6 jours plus tôt (° 29 août 1949).
  - Viktor Saneïev, athlète géorgien spécialiste du triple saut (° 3 octobre 1945).
  - George Bălan, philosophe, musicologue et aphoriste germano-roumain (° 11 mars 1929).
  - Oussou Konan, footballeur ivoirien (° 23 janvier 1989).
  - Mario Lanfranchi, réalisateur et scénariste italien (° 30 juin 1927).
- 2023 :
  - Jean-Marie André, chimiste belge (° 31 mars 1944).
  - Karim Bennani, artiste peintre et dessinateur marocain (° 2 janvier 1936).
  - Walter Cunningham, astronaute américain (° 16 mars 1932).
  - Elena Huelva, militante espagnole pour la lutte contre le cancer (° 21 mai 2002).
  - Joseph Koo, compositeur canadien (° 25 février 1931).
  - Norbert Werbs, prélat catholique allemand (° 20 mai 1940).
- 2024 :
  - Mimi Belmonte, pédiatre canadienne (° 16 octobre 1926).
  - Bernard Ducuing, footballeur français (° 19 mai 1950).
  - René Metge, pilote automobile français puis organisateur de courses de rallye-raid (° 23 octobre 1941).
- 2025 :
  - Jeff Baena, scénariste et réalisateur américain (° 29 juin 1977).
  - Emmanuel Bonde, homme politique camerounais (° 14 janvier 1947).
  - Bertrand Bouvier, néohelléniste et professeur d'université suisse (° 6 novembre 1929).
  - José Brouwers, comédien, metteur en scène, dramaturge et écrivain belge (° 26 mars 1931).
  - Howard Buten, psychologue et clown américano français (° 28 juillet 1950).

## Célébrations

### Internationales et nationales

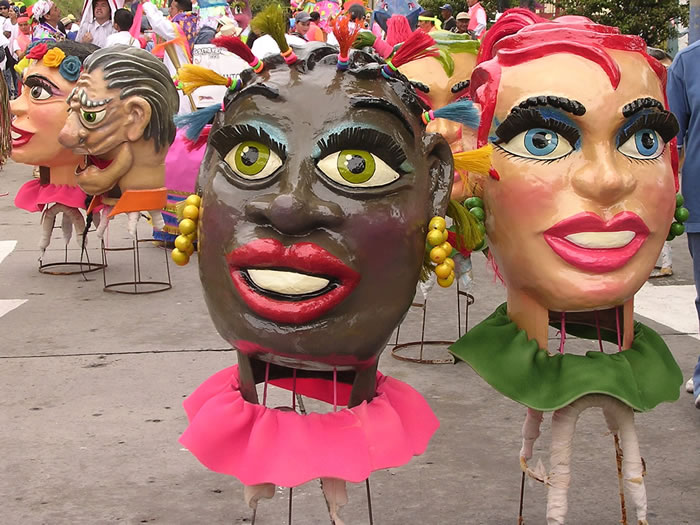
Fausses têtes géantes au carnaval colombien des Noirs et Blancs de 2006

- Nanterre et Paris (Île-de-France, France) et christianisme ci-dessous : fête de la sainte patronne originelle de Paris Sainte Geneviève ci-après, notamment en l'église Saint-Étienne-du-Mont (la Montagne-Sainte-Geneviève ou l'antique mont Lucotetius) qui conserve sa châsse et en la cathédrale Notre-Dame-de-Paris, etc.
- San Juan de Pasto en Colombie et au Patrimoine culturel immatériel de l'humanité : carnaval des Noirs et Blancs en photographie ci-contre.

### Religieuses
- Christianisme orthodoxe : mémoire de l'higoumène / abbé Méliton de Mar-Saba, avec lectures de Ro. 15, 14-33 relative à la collecte de Saint Paul en faveur des « saints de Jérusalem » et de Mc 4, 10-22 avec une explication de la parabole du semeur lue la veille, dans le lectionnaire de Jérusalem.
- Catholicisme : fête facultative du saint nom de Jésus dans l'enseignement scolaire catholique.[réf. nécessaire]

### Saints des Églises chrétiennes

#### Saints des Églises catholiques et orthodoxes
Saints des Églises catholiques et orthodoxes :
- Antère († 236), 19e pape, de 235 à 236, et martyr.
- Bertille de Thuringe († v. 660), princesse.
- Blimond († 650), originaire du Dauphiné, 2e abbé du monastère de Saint-Valery-sur-Somme, en Picardie.
- Constant de Gap (VIe siècle), évêque.
- Daniel de Padoue († 168), diacre, martyr à Padoue.
- Eustade († VIe siècle), 1er abbé de l'Abbaye Saint-Bénigne de Dijon, et grand-oncle de saint Grégoire de Tours.
- Florent de Vienne († 377), évêque.
- Geneviève († 500), vierge à Paris.
- Gordius de Césarée († 320), centurion martyr à Césarée de Cappadoce.
- Lucien de Lentini († 538), évêque.
- Pierre Basalme († 311), martyr.
- Pierre d'Atroa († 837), Ermite en Bithynie.
- Théogène († 320), ainsi que ses compagnons, Cyrin et Prime, martyrs dans l'Hellespont.
- Théopempte et Théonas († 304), martyrs à Nicomédie.
- Ymas († Ve siècle) — ou « Eumanche » —, prêtre du Périgord, dont une église de Barbezieux-Saint-Hilaire porte le nom.
- Zozime († 304), moine, et Athanase, greffier de prison converti par le premier, martyrs en Cilicie.

#### Saint ou bienheureux des Églises catholiques
- Kuriakose Elie de la Sainte Famille († 1871), fondateur des carmes de Marie-Immaculée et des carmélites de la Mère du Carmel[13].

### Prénoms[Où?]
Bonne fête aux Geneviève et ses dérivés ou variantes :  Gen, Gena, Gene, Geneva, Gèneva, Geneveia, Genevieva, Genia, Genofa, Genofeva, Genovefa, Genovero, Geva, Gin, Gina, Ginette, Ginévra, Ging, Ginia, Ginou, Guenia, Guenièvre, Guynneth, Gwin(n)eth, Gwyn(n)ett, Jennie, Jennifer, Jenny, Jenovefa, Jénovéfa (et ses variantes autant bretonnes Genovefa, Vefa, etc.), Veni, Veno, Yenofa, etc., les Jane et souvent Gina étant plutôt célébrées aux sainte-Jeanne (30 mai etc.), sainte-Virginie (7 janvier et 15 décembre), etc.
Et aussi aux Gordius etc.

## Traditions et superstitions

### Dicton
- « Sainte-Geneviève ne sort point, si Saint-Marcel ne la rejoint. »[15] (Saint Marcel est aussi un saint-patron à Paris, entre 5e et 13e arrondissements contemporains).

### Astrologie
- Signe du zodiaque : 13e jour du Capricorne.

## Toponymie
- Les noms de plusieurs voies, places, sites ou édifices de pays ou régions francophones contiennent cette date sous diverses graphies : voir Trois-Janvier .